# Campionato nazionale Under-19 (calcio a 5 femminile)
Il Campionato nazionale Under-19 femminile è una competizione di calcio a 5 femminile, la più importante del calcio a 5 femminile giovanile. È organizzata dalla Divisione Calcio a 5 e riservata alle ragazze che non abbiano ancora compiuto il 20º anno di età nell'anno di inizio della stagione sportiva. Il torneo si articola in molti gironi territoriali ognuno dei quali esprime diverse formazioni che prenderanno poi parte alla fase nazionale ad eliminazione diretta. La prima edizione si è giocata nella stagione 2018-2019.
Al campionato riservato alle Under 19, la Divisione Calcio a 5 affianca una coppa di categoria e la supercoppa italiana di categoria nella quale si affrontano le campionesse d'Italia e le detentrici della coppa.

## Albi d'oro

### Campionato
| Stagione  | Data           | Luogo                                        | Vincitore     | Risultato   | Finalista     | Semifinaliste                     |
| --------- | -------------- | -------------------------------------------- | ------------- | ----------- | ------------- | --------------------------------- |
| 2018-2019 | 22 marzo 2019  | Faenza PalaCattani                           | Lazio         | 4 - 0       | Dueville      | Florida Ternana                   |
| 2019-2020 | Non assegnato  |                                              |               |             |               |                                   |
| 2020-2021 | 2 giugno 2021  | Montesilvano PalaRoma                        | FB5 Roma      | 6 - 4 (dts) | Florida       | Accademia Calcio Bergamo B Lazio  |
| 2021-2022 | 31 maggio 2022 | Salsomaggiore Terme Sky Emilia-Romagna Arena | Falconara     | 1 - 0       | Kick Off      | Dueville Aosta                    |
| 2022-2023 | 2 giugno 2023  | Salsomaggiore Terme Sky Emilia-Romagna Arena | Kick Off      | 6 - 3       | Audace Verona | Tikitaka Francavilla Five Bitonto |
| 2023-2024 | 9 giugno 2024  | Bari PalaFlorio                              | Audace Verona | 7 - 5       | Kick Off      | Tikitaka Francavilla Five Bitonto |

### Coppa Italia
| Stagione  | Data           | Luogo                | Vincitore                | Risultato | Finalista                  | Semifinaliste                               |
| --------- | -------------- | -------------------- | ------------------------ | --------- | -------------------------- | ------------------------------------------- |
| 2019-2020 | Non assegnato  |                      |                          |           |                            |                                             |
| 2020-2021 | 26 aprile 2021 | Rimini RDS Stadium   | Florida                  | 8 - 1     | Accademia Calcio Bergamo B | FB5 Roma, Perugia Città di Thiene, Top Five |
| 2021-2022 | 10 aprile 2022 | Bisceglie PalaDolmen | Accademia Calcio Bergamo | 3 - 2     | Santu Predu                | Dueville FB5 Roma                           |
| 2022-2023 | 25 aprile 2023 | Molfetta PalaPoli    | Kick Off                 | 7 - 2     | Audace Verona              | Pescara Five Bitonto                        |
| 2023-2024 | 21 aprile 2024 | Genova RDS Stadium   | Audace Verona            | 6 - 4 dts | Kick Off                   | Bitonto Tikitaka Francavilla                |

### Supercoppa italiana
| Stagione | Data              | Luogo                                 | Vincitore                | Risultato   | Finalista |
| -------- | ----------------- | ------------------------------------- | ------------------------ | ----------- | --------- |
| 2021     | 22 dicembre 2021  | Falconara Marittima Palasport Badiali | Accademia Calcio Bergamo | 9 - 3       | FB5 Roma  |
| 2022     | 11 dicembre 2022  | Genzano di Roma PalaCesaroni          | Accademia Calcio Bergamo | 2 - 0 (dts) | Falconara |
| 2023     | 23 settembre 2023 | Leini Palestra Maggiore               | Audace Verona            | 6 - 1       | Kick Off  |